# 1962 год в литературе
Список событий, связанных с литературой, произошедших в 1962 году.

## Премии
- Нобелевская премия по литературе — Джон Стейнбек, «За реалистический и поэтический дар, сочетающийся с мягким юмором и острым социальным видением».
- Премия «Хьюго»
  - Роберт Хайнлайн за лучший роман — «Чужак в чужой стране» (англ. Stranger in a Strange Land).
  - Брайан Олдис за лучший рассказ — «Парник»

### СССР
- Ленинская премия в области литературы:
  - Пётр Бровка, за книгу стихов «А дни идут…»;
  - Эдуардас Межелайтис, за книгу стихов «Человек»;
  - Корней Чуковский, за книгу «Мастерство Некрасова»

### США
- Пулитцеровская премия за художественную книгу — Эдвин Грин О’Коннор,«Грань скорби» (англ. The Edge of Sadness).
- Пулитцеровская премия за лучшую драму — Фрэнк Лессер и Эйб Барроуз, «Как преуспеть в бизнесе, ничего не делая» (англ. How to Succeed in Business Without Really Trying).
- Пулитцеровская премия за поэзию — Алан Дуган, поэмы.

### Франция
- Гонкуровская премия — Анна Лангфюс, «Песчаный багаж» (фр. Les Bagages de sable).
- Премия Ренодо — Симона Жакмар, Le Veilleur de nuit.
- Премия Фемина — Ив Берже, «Юг» (фр.  Le Sud).
- Премия Медичи — Колетт Одри, Derrière la baignoire.

## Книги
- «Письма с Земли» (англ. Letters from the Earth) — Марк Твен.

### Романы
- «Александрийский квартет» (англ. The Alexandria Quartet) — роман-тетралогия Лоренса Даррелла.
- «Билет, который лопнул» (англ. The Ticket That Exploded) — роман Уильяма Берроуза.
- «Бледное пламя» — роман-поэма Владимира Набокова.
- «Бык из моря» (англ. The Bull from the Sea) — роман Мэри Рено.
- «Другая страна» — роман Джеймса Болдуина.
- «Заводной апельсин» (англ. A Clockwork Orange) — роман Энтони Бёрджесса.
- «И, треснув, зеркало звенит…» (англ. The Mirror Crack'd from Side to Side) — роман Агаты Кристи.
- «Крысиный король» (англ. King Rat) — роман Джеймса Клавелла.
- «Надвигается беда» (англ. Something wicked this way comes) — роман Рэя Брэдбери.
- «Остров» (англ. Island) — роман Олдоса Хаксли.
- «Похитители» (англ. The Reivers) — роман Уильяма Фолкнера.
- «Пролетая над гнездом кукушки» (англ. One Flew Over the Cuckoo's Nest) — роман Кена Кизи.
- «Сад Финци-Контини» (итал. Il giardino dei Finzi-Contini) — роман Джорджо Бассани.
- «Тонкая красная линия» (англ. The Thin Red Line) — роман Джеймса Джонса.
- «Шпион, который меня любил» (англ. The Spy Who Loved Me) — роман Яна Флеминга.
- «Эрев» — роман Эли Шехтмана.

## Персоналии

### Родились
- 21 февраля — Чак Паланик, американский писатель.
- 22 ноября — Виктор Пелевин, российский писатель.

### Умерли
- 16 апреля — Жан Эль Мухув Амруш, алжирский поэт, писатель, журналист (род. в 1906).
- 16 июня — Ханс Кирк, датский юрист, журналист, писатель и литературный критик (родился в 1898).
- 6 июля — Уильям Фолкнер, выдающийся американский писатель лауреат Нобелевской и двух Пулитцеровских премий (родился в 1897).
- 6 июля — Ричард Олдингтон, британский поэт, прозаик и критик (родился в 1892).
- 9 августа — Герман Гессе, немецкий и швейцарский писатель, лауреат Нобелевской премии (родился в 1877).

Без точной даты
- Коргоол Досуев, киргизский советский народный поэт, певец, акын-импровизатор (род. в 1890).
- Яков Согбоега Одулате, нигерийский эссеист (род. 1884).